# بیل سدون
بیل سدون (انگلیسی: Bill Seddon؛ ۲۸ ژوئیه ۱۹۰۱ – January 1993) بازیکن فوتبال اهل بریتانیا بود.
از باشگاه‌هایی که در آن بازی کرده‌است می‌توان به باشگاه فوتبال آرسنال، باشگاه فوتبال لوتون تاون، باشگاه فوتبال گیلینگام، باشگاه فوتبال نوتس کانتی، و باشگاه فوتبال گریمزبی تاون اشاره کرد.